# Eleonora Vild
Eleonora Vild, coniugata Đoković (in serbo Елеонора Вилд-Ђоковић?; Bačka Topola, 9 giugno 1969), è un'ex cestista jugoslava.

## Carriera
Con la Jugoslavia ha disputato i Giochi olimpici di Seul 1988, i Campionati mondiali del 1990 e i Campionati europei del 1991.